# Škrlatna roža Kaira
Škrlatna roža Kaira (angleško The Purple Rose of Cairo) je ameriški romantično fantazijsko komični film iz leta 1985, ki ga je režiral in zanj napisal scenarij Woody Allen. V glavnih vlogah nastopajo Mia Farrow, Jeff Daniels in Danny Aiello. Navdih za film je Allen dobil iz filmov Sherlock Jr. in Hellzapoppin' ter Pirandelleve igre Sei personaggi in cerca d'autore. Tom Baxter (Daniels) iz istoimenskega filma prestopi iz filmskega v realni svet. 
Film je bil premierno prikazan 1. marca 1985. Osvojil je nagradi BAFTA za najboljši film in najboljši scenarij, za slednje je bil nominiran tudi za oskarja. Allen ga je uvrstil med svoje najboljše, skupaj s filmoma Stardust Memories in Zadnji udarec.

## Vloge
- Mia Farrow kot Cecilia
- Jeff Daniels kot Tom Baxter/Gil Shepherd
- Danny Aiello kot menih
- Edward Herrmann kot Henry
- John Wood kot Jason
- Deborah Rush kot Rita
- Zoe Caldwell kot grofica
- Van Johnson kot Larry Wilde
- Karen Akers kot Kitty Haynes
- Milo O'Shea kot oče Donnelly
- Dianne Wiest kot Emma
- Michael Tucker kot Gilov agent
- Glenne Headly kot prostitutka
- George Martin član filmskega občinstva
- Loretta Tupper kot lastnica glasbene trgovine [4]